# Red Richards
Charles Coleridge „Red“ Richards (* 19. Oktober 1912 in New York City; † 12. März 1998 in Scarsdale, NY) war ein US-amerikanischer Jazzpianist. Nach Einschätzung von Digby Fairweather war er „einer der besten Pianisten im klassischen Stil“.

## Leben und Wirken
Richards erhielt ab dem zehnten Lebensjahr eine klassische Klavierausbildung; mit sechzehn Jahren konzentrierte er sich auf den Jazz, nachdem er Fats Waller, James P. Johnson und Willie The Lion Smith auf Partys gehört hatte. Ab 1937 trat er mit einem eigenen Sextett in Fallsburg auf, um 1938 erstmals aufgenommen zu werden. Zwischen 1942 und 1944 leistete er seinen Militärdienst ab; im Anschluss spielte er bis 1949 mit Tab Smith im Savoy Ballroom. Dann arbeitete er mit Bob Wilber (1950–51), mit Sidney Bechet (1951) und mit Jimmy McPartland. Auch ging er mit Pee Wee Russell ins Studio (The Individualism of Pee Wee Russell, 1952). 1953 tourte er mit der Band von Mezz Mezzrow und Buck Clayton sowie Russell Moore durch Frankreich und Italien, wo er in dieser Zeit auch Frank Sinatra begleitete. Immer wieder spielte er in den folgenden Jahren mit Muggsy Spanier, aber auch mit Fletcher Henderson (1957/58). Im Anschluss trat er als Solopianist in Columbus (Ohio) auf, um dann mit Wild Bill Davison (1958/59, 1962) zusammen zu wirken.
1960 gründete er mit Vic Dickenson die Allstar-Band Saints & Sinners (mit Herman Autrey und Rudy Powell), die er ab 1964 mit Herbie Hall bis 1970 erfolgreich weiterleitete. 1971 wurde er Mitglied der Band von Schlagzeuger Chuck Slate, mit dem er auch aufnahm (Bix 'N All that Jazz). In den nächsten Jahren spielte er mit seinem eigenen Trio, mit Eddie Condon (1975–77), mit den Savoy Sultans von Panama Francis, mit denen er von 1979 bis weit in die 1980er Jahre weltweit auf Tournee war. Auch trat er gelegentlich bei The World’s Greatest Jazz Band auf. Außerdem ist er an Einspielungen von Buster Bailey, Rex Stewart, Bill Coleman (1980), Milt Hinton und Marian McPartland beteiligt.

## Diskografie
- It’s a Wonderful World (Black & Blue Records, 1980)
- Lullaby in Rhythm (Sackville, 1985)
- Dreamy (Sackville, 1991)
- My Romance (Jazz Point, 1993)
- Swing Time (Jazz Point, 1993)
- Groove Move (Jazz Point, 1994)
- Echoes of Spring (Sackville, 1998)

## Lexigraphische Einträge
- Carlo Bohländer, Karl Heinz Holler, Christian Pfarr: Reclams Jazzführer. 4., durchgesehene und ergänzte Auflage. Reclam, Stuttgart 1990, ISBN 3-15-010355-X.
- Ian Carr, Digby Fairweather, Brian Priestley: Rough Guide Jazz. Der ultimative Führer zur Jazzmusik. 1700 Künstler und Bands von den Anfängen bis heute. Metzler, Stuttgart/Weimar 1999, ISBN 3-476-01584-X.
- Doran/Kernfeld, »Red Richards« Grove Dictionary of Music and Musicians Online-Edition
- Leonard Feather, Ira Gitler: The Biographical Encyclopedia of Jazz. Oxford University Press, New York 1999, ISBN 0-19-532000-X.

| Personendaten    | Personendaten                 |
| ---------------- | ----------------------------- |
| NAME             | Richards, Red                 |
| ALTERNATIVNAMEN  | Richards, Charles Coleridge   |
| KURZBESCHREIBUNG | US-amerikanischer Jazzpianist |
| GEBURTSDATUM     | 19. Oktober 1912              |
| GEBURTSORT       | New York City                 |
| STERBEDATUM      | 12. März 1998                 |
| STERBEORT        | Scarsdale, NY                 |